# Drakevillan

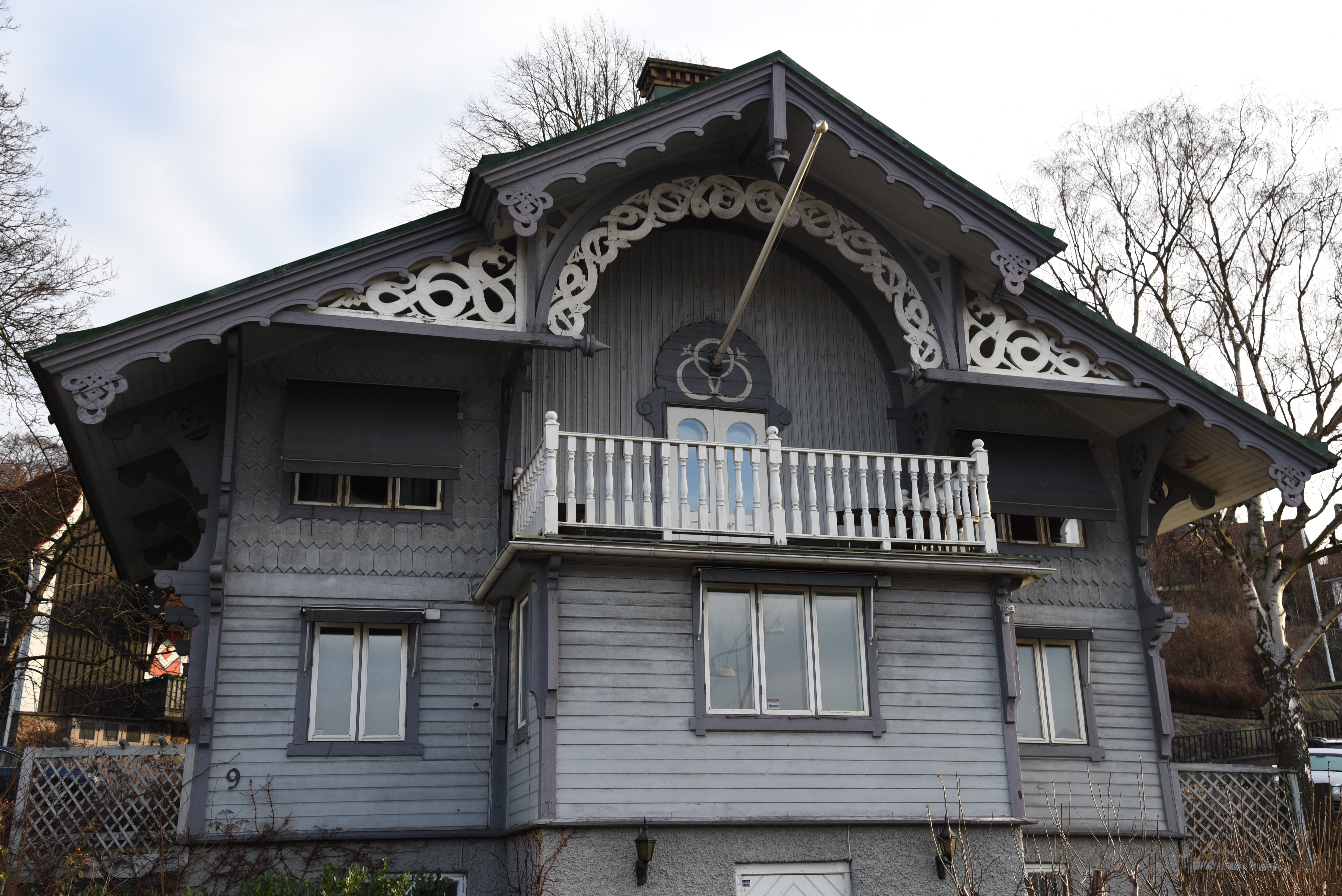
Drakevillan.

Drakevillan är en byggnad vid Odinslundsgatan 9 i kvarteret 34 Trädgården i stadsdelen Gårda i Göteborg.
Byggnadsåret för Drakevillan är inte känt, men området Prospect Hill, där villan ligger, bebyggdes med villor under åren 1860–1880. Den är i två våningar och byggd i trä. Den är rikt utsmyckad i fornnordisk stil med drakslingor. Från början avslutades takåsen med två drakhuvuden.
Byggnaden skall ha flyttats till platsen omkring år 1871 från en utställning, troligen från Lantbruksutställningen i Göteborg samma år. Den användes som ungkarlslya av Gustaf Kobb, son i familjen August Kobb, och han kom sedan han flyttat till Stockholm att använda den som bostad vid sina besök i Göteborg. Familjen Kobb lämnade Prospect Hill år 1905 och huset hyrdes då ut till andra hyresgäster. En ombyggnad skedde år 1922, då den byggdes om från enfamiljsvilla till två lägenheter om vardera tre rum och kök. Huset kom då att kallas Hyddan. Vid vilken tid namnet ändrades till Drakevillan är okänt.
Byggnaden ingår i kommunens bevaringsprogram sedan 1987.